# SheevaPlug
Lo SheevaPlug è un plug computer concepito per essere utilizzato come server di dimensioni molto contenute.
Il sistema operativo di cui è dotato è Ubuntu 9.04. Il primo dispositivo rilasciato era dotato di una CPU Marvell Kirkwood 6281 ARM-compatible CPU con frequenza 1,2 GHz. Tipicamente lo SheevaPlug è fornito dotato di un apposito software development kit.
Una nuova versione dotata di connessione serial ATA è stata messa in commercio successivamente con il nome di SheevaPlug+.